# Epilobium confusum
Epilobium confusum är en dunörtsväxtart som beskrevs av Heinrich Carl Haussknecht. Epilobium confusum ingår i släktet dunörter, och familjen dunörtsväxter. Inga underarter finns listade i Catalogue of Life.